# بوکلیست
بوکلیست (به انگلیسی: Booklist به معنی: فهرست کتاب) نشریه‌ای است که انجمن کتابخانه‌های آمریکا فراهم می‌کند و به بررسی انتقادی از کتاب‌ها و مواد سمعی و بصری برای تمام سنین می‌پردازد. مخاطبان اولیه بوکلیست کتابخانه‌ها، مربیان و کتابفروشان بودند. این مجله حالا در دسترس همگان است، هم نسخه چاپی و هم آنلاین دارد. بوکلیست سالانه در حدود ۲۲ بار چاپ می‌شود و بیش از ۷۵۰۰ عنوان را در سال بررسی می‌کند. این نام تجاری همچنین دارای وبلاگ، خبرنامه و ماهانه است. دفتر مرکزی آن در مجاورت محله گلد کاست شیکاگو است.